# Ariane Mahrÿke Lemire
Ariane Mahrÿke Lemire est une auteure-compositrice-interprète bilingue qui a grandi à Edmonton, en Alberta. Sa musique a des influences de musique folklorique, jazz, blues, et électroacoustique. Elle est aussi comédienne de voix, monteur et réalisatrice vidéo. Elle a gagné un prix Western Canadian Music Award pour album francophone de l'année en 2008 et en un Western Canadian Music Award pour le vidéoclip de l'année en 2012.

## Carrière

### Double entendre
Le premier album de Lemire, Double entendre, est sorti en 2005. L'album de 16 chansons est moitié français, moitié anglais. En 2008, l'album a reçu un prix pour enregistrement francophone exceptionnel de la part des Western Canadian Music Awards. Il a aussi figuré dans la liste des 10 coups de cœur de l'année de Tony King (CKUA Radio).

### Décousue
Le deuxième album de Lemire, Décousue, est sorti en 2009. L'album a été partiellement financé par Rawlco Radio et Musicaction. L'album est entièrement francophone, à l'exception d'une chanson en espagnol.

### Wrecked Tangles and Love Knots
Le troisième album de Lemire, Wrecked Tangles and Love Knots, est sorti en 2013. Il a été réalisé principalement en anglais, mais la piste finale est en français. Il comprend des genres folk et jazz, ainsi que de la poésie et des ballades.

### Je deviens le loup
Le quatrième album de Lemire, Je deviens le loup, est sorti le 4 novembre 2016 et a reçu une nomination aux Trille Or.